# Stelios Myjakis
Stylianos „Stelios“ Mygiakis (řecky Στυλιανός "Στέληως" Μυγιάκης * 5. května 1952 Rethymno, Řecko) je bývalý řecký zápasník, reprezentant v zápase řecko-římském. V roce 1980 na olympijských hrách v Moskvě v kategorii do 62 kg vybojoval zlatou medaili. V letech 1972 až 1984 se zúčastnil čtyřech olympijských her v řadě. V roce 1979 vybojoval zlato na mistrovství Evropy.